# Swiss Open Gstaad 2016
Swiss Open Gstaad 2016 — тенісний турнір, що проходив на ґрунтових кортах у місті Гштаад, Швейцарія з 18 липня. Належав до категорії ATP World Tour 250.

## Фінальна частина

### Одиночний розряд
Фелісіано Лопес —  Робін Гаасе 6–4, 7–5

### Парний розряд
Хуліо Перальта /  Орасіо Себальйос —  Мате Павич /  Майкл Вінус 7–6(7–2), 6–2